# Wierzchowo (Powiat Drawski)
Wierzchowo (deutsch Virchow) ist ein Dorf und eine Landgemeinde im Powiat Drawski (Kreis Dramburg) in der polnischen Woiwodschaft Westpommern.
Die Fläche der Landgemeinde umfasst 229,19 km², was 13 % der Gesamtfläche des Powiat Drawski entspricht. Im Gemeindegebiet sind 4499 Einwohner registriert, von denen 1541 in Wierzchowo leben.

## Geographische Lage
Wierzchowo liegt im südöstlichen Bereich des Powiat Drawski im Städtedreieck Złocieniec (Falkenburg, 12 km), Czaplinek (Tempelburg, 15 km) und Mirosławiec (Märkisch Friedland, 13 km) an einer Nebenstraße, die Złocieniec mit Sośnica (Herzberg) verbindet. So wie der Ort abseits der großen Straßen liegt, so fehlt ein Bahnanschluss noch umso mehr, als bis in die 1990er Jahre Wierzchowo Bahnstation an der Strecke Złocieniec–Kalisz Pomorski (Kallies) war und auch eine Kleinbahnlinie nach Deutsch Krone vorhanden war.
Die Südgrenze der Gmina Wierzchowo ist zugleich die Kreisgrenze zum Powiat Wałecki (Kreis Deutsch Krone). Nachbargemeinden sind:
- Czaplinek (Tempelburg), Kalisz Pomorski (Kallies) und Złocieniec (Falkenburg) im Powiat Drawski,
- Mirosławiec (Märkisch Friedland) und Wałcz (Deutsch Krone) im Powiat Wałecki.

### Sonstiges
Der Ortsname „Wierzchowo“ kommt im polnischen Pommern noch im Powiat Człuchowski (Kreis Schlochau) und im Powiat Szczecinecki (Kreis Neustettin) vor. Die deutsche Bezeichnung „Virchow“ entspricht der früheren Namensform Virche (1333) und kommt nur hier vor.

## Geschichte
Virchow wurde um 1300 mit deutschem Recht gegründet. 1333 schrieb Pfarrer Otto tho Virche die Gründungsurkunde für die Stadt Falkenburg (heute polnisch Złocienic). Im Jahre 1490 erhielt die Familie von Borcke in ihrem Lehnsbrief einige Anteile an Virchow.
Vor 1945 gehörte Virchow zum Landkreis Dramburg im Regierungsbezirk Köslin der preußischen Provinz Pommern. 1939 lebten hier 1391 Einwohner.
Seit 1945 ist Wierzchowo in den Powiat Drawski in der polnischen Woiwodschaft Westpommern (zeitweise Woiwodschaft Köslin) eingegliedert.

### Partnergemeinde
Seit dem Jahre 2003 besteht ein Partnerschaftsverhältnis der Gmina Wierzchowo mit der Gemeinde Henstedt-Ulzburg in Schleswig-Holstein (Deutschland).

### Kirchspiel/Pfarrei
Bis 1945 war Virchow ein evangelischer Pfarrsitz, zu dessen Kirchspiel auch die beiden Filialgemeinden Groß Sabin (heute polnisch: Żabin) und Klein Sabin (Żabinek) gehörten. Eingepfarrt waren außerdem die Orte Neuhof (Będlino) und Neu Latzig (Nowe Laski).
Das Kirchspiel gehörte zum Kirchenkreis Tempelburg (Czaplinek) im Ostsprengel der Kirchenprovinz Pommern in der Kirche der Altpreußischen Union. 1940 zählte es 3141 Gemeindeglieder, von denen 1836 in der Pfarrgemeinde Virchow, in den Filialgemeinden Groß Sabin 787 und Klein Sabin 498 wohnten. Letzter deutscher Pastor war seit 1937 Hans Werner Ohse.
Seit 1946 besteht in Wierzchowo eine katholische Pfarrgemeinde, die für drei Filialgemeinden zuständig ist: Osiek Drawski (Wutzig), Sienica (Jakobsdorf) und Żabinek (Klein Sabin). Die Pfarrei gehört zum Dekanat Drawsko Pomorskie im Bistum Köslin-Kolberg der Katholischen Kirche in Polen.

## Gmina Wierzchowo

### Gemeindegliederung
Zur Gmina Wierzchowo gehören 19 Ortschaften, die elf Ortsteilen („Schulzenämtern“) zugeordnet sind.
- Ortsteile:

| - Będlino (Neuhof) - Garbowo (Emilienhof) - Nowe Laski (Neu Latzig) - Osiek Drawski (Wutzig) - Ortzep (Friedrichshorst) - Sośnica (Herzberg) | - Świerczyna (Groß Linichen) - Wielboki (Deutsch Fuhlbeck) - Wierzchowo (Virchow) - Żabin (Groß Sabin) - Żabinek (Klein Sabin) |

- Übrige Ortschaften: Bonin (Bonin), Danowice (Dennewitz), Dębniewice (Eichenberg), Knowie (Kienhof), Króle (Kroll), Radomyśl (Friedrichshof), Wierzchówko, Żeńsko (Schönfeld).

## Verkehr

### Straßen
Von Nordosten nach Südwesten durchzieht die Woiwodschaftsstraße 177 das Gemeindegebiet. Sie verbindet es mit Czaplinek (Tempelburg) im Norden sowie Mirosławiec (Märkisch Friedland), Tuczno (Tütz) und Człopa (Schloppe) im Süden sowie mit dem – bereits in der Woiwodschaft Großpolen gelegenen – Wieleń (Filehne).
Außerdem besteht eine Nebenstraßenverbindung vom Ortsteil Sośnica (Herzberg) nach Złocieniec (Falkenburg).

### Schienen
Seit 1900 gab es im Gebiet der heutigen Gmina Wierzchowo zwei Bahnstrecken, die beide jedoch seit Ende des 20. Jahrhunderts stillgelegt worden sind:
- von 1900 bis 1996 die Bahnlinie von Grzmiąca (Gramenz) noch Kostrzyn nad Odrą (Küstrin) über Złocieniec (Falkenburg) und Kalisz Pomorski (Kallies), und
- von 1900 bis 1992 die Kleinbahnlinie Deutsch Krone–Virchow (Wałcz – Wierzchowo) der Bahnen des Kreises Deutsch Krone, später von der Polnischen Staatsbahn weiterbetrieben.

## Sehenswürdigkeiten
Die große Backsteinkirche in Wierzchowo wurde in den Jahren 1890 bis 1891 nach Entwürfen des Architekten Ludwig Böttger in neugotischem Stil gebaut, nachdem der Vorgängerbau – eine Fachwerkkirche – abgerissen worden war. Aus der alten Kirche war der 1612 von einem Mönch geschnitzte Altar übernommen worden, in dem in drei Feldern das Abendmahl, die Kreuzigung und die Kreuzabnahme als Relief gestaltet waren.
Die Aufstellung der in der Werkstatt des Zörbiger Orgelbaumeisters Wilhelm Rühlmann geschaffenen Orgel, für die Holzbildhauer Gustav Kuntzsch, Wernigerode, das Orgelgehäuse gefertigt hatte, erfolgte erst 1892 nach dem vollständigen Austrocknen des Mauerwerks.
Seit 1946 trägt die Kirche den Namen Kościół pw. św. Wojciecha.

## Persönlichkeiten
- Lydia Kath (1906–1978, * in Virchow), Schriftstellerin
- Hans-Jürgen Schultz (* 1935 in Virchow), Geograph und Politiker
- Heinz Draheim (1915–2012, * in Żeńsko), Geodät und langjähriger Rektor der Universität Karlsruhe.